# Lista de episódios de Peppa Pig
Peppa Pig  é uma série de desenho animado britânico destinado a público infantil em faixa etária pré-escolar, produzida pela Astley Baker Davies e Entertainment One. O desenho conta a história de Peppa, uma porquinha cor-de-rosa que vive com seu irmãozinho George e seus pais em uma cidade britânica. Cada episódio tem aproximadamente cinco minutos de duração (com exceção de um especial de 10 minutos, dois especiais de 15 minutos e um outro especial com 5 minutos). Atualmente, temos oito temporadas. A oitava temporada começou a ser exibida em 4 de setembro de 2023 ao Discovery Kids na América Latina, Reino Unido e Brasil. Peppa Pig é transmitida em mais de 180 países. 
Atualmente, 420 episódios de Peppa Pig foram ao ar.

## Episódios

### Resumo da série
| Temporada | Temporada         | Episódios | Exibição original       | Exibição original       |
| Temporada | Temporada         | Episódios | Estréia de Temporada    | Final de Temporada      |
| --------- | ----------------- | --------- | ----------------------- | ----------------------- |
|           | 1                 | 53        | 14 de agosto de 2002    | 30 de novembro de 2004  |
|           | 2                 | 52        | 4 de setembro de 2006   | 20 de junho de 2007     |
|           | Especial de Natal | 1         | 25 de dezembro de 2007  | 25 de dezembro de 2007  |
|           | 3                 | 52        | 4 de maio de 2009       | 17 de dezembro de 2010  |
|           | 4                 | 52        | 23 de maio de 2011      | 28 de dezembro de 2012  |
|           | Especiais         | 3         | 14 de fevereiro de 2015 | 6 de março de 2016      |
|           | 5                 | 52        | 24 de outubro de 2016   | 21 de Setembro de 2018  |
|           | 6                 | 52        | 5 de fevereiro de 2019  | 7 de Outubro de 2020    |
|           | 7                 | 65        | 5 de março de 2021      | 23 de fevereiro de 2023 |
|           | 8                 | 39+       | 4 de setembro de 2023   | A anunciar              |

### 1ª Temporada (2004)
(0) (0) Episódio Piloto (Pilot Episode) (Neville Astley e Mark Baker) (14 de agosto de 2002)
| Episódio (série) | Episódio (temp.) | Título                                                           | Escrito por                 | Exibição original      | Exibição no Brasil                                         | Exibição em Portugal |
| --- | ---------------- | ---------------------------------------------------------------- | --------------------------- | ---------------------- | ---------------------------------------------------------- | -------------------- |
| 1 | 1                | "Poças de Lama" "Muddy Puddles"                                  | Neville Astley & Mark Baker | 31 de maio de 2004     | 5 de junho de 2004 (Brasil) 2 de junho de 2010 (Portugal)  |                      |
| Peppa e George ficam tristes quando chove, mas quando para de chover, Peppa e George brincam de sua brincadeira preferida: pular em poças de lama!          |                  |                                                                  |                             |                        |                                                            |                      |
| 2 | 2                | "Onde Está o Senhor Dinossauro" "Mr Dinosaur is Lost"            | Mark Baker & Neville Astley | 1 de junho de 2004     | 12 de junho de 2004 (Brasil) 3 de junho de 2010 (Portugal) |                      |
| George fica triste após de perder o Senhor Dinossauro. |                  |                                                                  |                             |                        |                                                            |                      |
| 3 | 3                | "Melhor Amiga" "Best Friend"                                     | Alison Snowden              | 2 de junho de 2004     | 4 de junho de 2010                                         |                      |
| Peppa recebe sua melhor amiga Suzy, George também quer brincar com elas, mas Peppa não deixa ele.                                                           |                  |                                                                  |                             |                        |                                                            |                      |
| 4 | 4                | "Polly Papagaio" "Polly Parrot"                                  | Neville Astley & Mark Baker | 3 de junho de 2004     | A anunciar                                                 |                      |
| Peppa e George vão visitar a casa da Vovó e do Vovô Pig, só que eles tem Polly, uma papagaio falante.                                                       |                  |                                                                  |                             |                        |                                                            |                      |
| 5 | 5                | "Esconde-Esconde" "Hide and Seek"                                | Mark Baker & Neville Astley | 4 de junho de 2004     | A anunciar                                                 |                      |
| Peppa e George estão brincando de esconde-esconde. Peppa é muito boa em achar o George, porque ele esconde facilmente.                                      |                  |                                                                  |                             |                        |                                                            |                      |
| 6 | 6                | "A Escolinha" "The Playgroup"                                    | Neville Astley & Mark Baker | 6 de junho de 2004     | A anunciar                                                 |                      |
| É o primeiro dia de George na escolinha da Peppa, mas Peppa não quer George vá a sua escolinha.                                                             |                  |                                                                  |                             |                        |                                                            |                      |
| 7 | 7                | "Mamãe Trabalhando" "Mummy Pig at Work"                          | Mark Baker & Neville Astley | 7 de junho de 2004     | A anunciar                                                 |                      |
| Peppa acaba quebrando o computador da Mamãe Pig, mas Papai Pig conserta ele.                                                                                |                  |                                                                  |                             |                        |                                                            |                      |
| 8 | 8                | "Brincando de Bobinho" "Piggy in the Middle"                     | Neville Astley & Mark Baker | 8 de junho de 2004     | A anunciar                                                 |                      |
| Peppa acha que George não consegue pegar a bola, então Mamãe Pig sugere uma brincadeira para ensinar George a pegar a bola.                                 |                  |                                                                  |                             |                        |                                                            |                      |
| 9 | 9                | "O Papai Perde Seus Óculos" Daddy Loses his Glasses"             | Mark Baker & Neville Astley | 9 de junho de 2004     | A anunciar                                                 |                      |
| Depois de perder seus óculos, Papai Pig fica um pouco irritado.                                                                                             |                  |                                                                  |                             |                        |                                                            |                      |
| 10 | 10               | "Jardinagem" "Gardening"                                         | Neville Astley & Mark Baker | 10 de junho de 2004    | A anunciar                                                 |                      |
| Vovô Pig mostra a Peppa e George como plantar uma semente.                                                                                                  |                  |                                                                  |                             |                        |                                                            |                      |
| 11 | 11               | "Soluço" "Hiccups"                                               | Mark Baker & Neville Astley | 11 de junho de 2004    | A anunciar                                                 |                      |
| George acaba tendo soluços, então Peppa faz algumas curas de soluço.                                                                                        |                  |                                                                  |                             |                        |                                                            |                      |
| 12 | 12               | "Bicicletas" Bicycles"                                           | Sarah Ann Kennedy           | 13 de junho de 2004    | A anunciar                                                 |                      |
| Peppa quer aprender a andar de bicicleta sem rodinhas. |                  |                                                                  |                             |                        |                                                            |                      |
| 13 | 13               | "Segredos" "Secrets"                                             | Ange Palethorpe             | 14 de junho de 2004    | A anunciar                                                 |                      |
| Peppa recebe uma caixa para guardar coisas secretas. |                  |                                                                  |                             |                        |                                                            |                      |
| 14 | 14               | "Soltando Pipa" "Flying a Kite"                                  | Mark Baker & Neville Astley | 15 de junho de 2004    | A anunciar                                                 |                      |
| Peppa e sua família vão empinar uma pipa. |                  |                                                                  |                             |                        |                                                            |                      |
| 15 | 15               | "Piquenique" "Picnic"                                            | Mark Baker & Neville Astley | 16 de junho de 2004    | A anunciar                                                 |                      |
| A família de Peppa vai fazer um piquenique. Enquanto isso, Papai Pig quer se exercitar depois de comer.                                                     |                  |                                                                  |                             |                        |                                                            |                      |
| 16 | 16               | "Instrumentos Musicais" "Musical Instruments"                    | Mark Baker & Neville Astley | 17 de junho de 2004    | A anunciar                                                 |                      |
| Peppa e sua família encontram uma caixa cheia de instrumentos musicais.                                                                                     |                  |                                                                  |                             |                        |                                                            |                      |
| 17 | 17               | "Sapos, Minhocas e Borboletas" "Frogs and Worms and Butterflies" | Neville Astley & Mark Baker | 18 de junho de 2004    | A anunciar                                                 |                      |
| Peppa e George visitam a Vovó e o Vovô Pig, e no jardim deles, eles encontram sapos, minhocas e borboletas.                                                 |                  |                                                                  |                             |                        |                                                            |                      |
| 18 | 18               | "Se Vestindo de Mamãe e Papai" "Dressing Up"                     | Neville Astley & Mark Baker | 20 de junho de 2004    | A anunciar                                                 |                      |
| Peppa e George se vestem de Mamãe Pig e Papai Pig. |                  |                                                                  |                             |                        |                                                            |                      |
| 19 | 19               | "Sapatos Novos" "New Shoes"                                      | Neville Astley & Mark Baker | 21 de junho de 2004    | A anunciar                                                 |                      |
| Enquanto brincava no jardim, Peppa Pig perde os seus sapatos. Então, ela foi comprar sapatos vermelhos.                                                     |                  |                                                                  |                             |                        |                                                            |                      |
| 20 | 20               | "Festa da Escola" "The School Fete"                              | Neville Astley & Mark Baker | 22 de junho de 2004    | A anunciar                                                 |                      |
| Peppa e sua família vão à festa da escola. Lá, Peppa encontra seus amigos e se diverte muito com a festa da escola.                                         |                  |                                                                  |                             |                        |                                                            |                      |
| 21 | 21               | "O Aniversário da Mamãe Pig" "Mummy Pig's Birthday"              | Neville Astley & Mark Baker | 23 de junho de 2004    | A anunciar                                                 |                      |
| É aniversário da Mamãe Pig, e Peppa, George e Papai Pig fazem um aniversário surpresa para ela.                                                             |                  |                                                                  |                             |                        |                                                            |                      |
| 22 | 22               | "A Fada do Dente" "The Tooth Fairy"                              | Neville Astley & Mark Baker | 24 de junho de 2004    | A anunciar                                                 |                      |
| Peppa perde um dente, então ela põe o dente debaixo do travesseiro depois da Mamãe Pig dizer que virá a Fada do Dente.                                      |                  |                                                                  |                             |                        |                                                            |                      |
| 23 | 23               | "O Carro Novo" "The New Car"                                     | Neville Astley & Mark Baker | 25 de junho de 2004    | A anunciar                                                 |                      |
| Depois do carro da família da Peppa quebrar, o Vovô Cão empresta um carro novo que é azul.                                                                  |                  |                                                                  |                             |                        |                                                            |                      |
| 24 | 24               | "Caça ao Tesouro" "Treasure Hunt"                                | Mark Baker & Neville Astley | 27 de junho de 2004    | A anunciar                                                 |                      |
| Vovô Pig esconde um tesouro no jardim para Peppa e George acharem ele.                                                                                      |                  |                                                                  |                             |                        |                                                            |                      |
| 25 | 25               | "Peppa Não Está Muito Bem" "Not Very Well"                       | Mark Baker & Neville Astley | 28 de junho de 2004    | A anunciar                                                 |                      |
| Peppa está com urticária, e não se sente bem, então pede para Mamãe Pig chamar os seus amigos para visitar ela.                                             |                  |                                                                  |                             |                        |                                                            |                      |
| 26 | 26               | "Neve" "Snow"                                                    | Mark Baker & Neville Astley | 29 de junho de 2004    | A anunciar                                                 |                      |
| Peppa e George ficam animados quando está começando a nevar lá fora, e brincam de deixar pegadas na neve, guerra de bola de neve e fazer um boneco de neve. |                  |                                                                  |                             |                        |                                                            |                      |
| 27 | 27               | "O Castelo do Vento" "Windy Castle"                              | Mark Baker & Neville Astley | 30 de junho de 2004    | A anunciar                                                 |                      |
| 28 | 28               | "Minha Prima Chloe" "My Cousin Chloé"                            | Mark Baker & Neville Astley | 1 de julho de 2004     | A anunciar                                                 |                      |
| Chloe, a prima mais velha da Peppa, veio para visitar. |                  |                                                                  |                             |                        |                                                            |                      |
| 29 | 29               | "Panquecas" "Pancakes"                                           | Mark Baker & Neville Astley | 2 de julho de 2004     | A anunciar                                                 |                      |
| Mamãe Pig faz panquecas para toda a família. |                  |                                                                  |                             |                        |                                                            |                      |
| 30 | 30               | "Tomando Conta da Peppa e do George" "Babysitting"               | Mark Baker & Neville Astley | 4 de julho de 2004     | A anunciar                                                 |                      |
| 31 | 31               | "Aula de Ballet" "Ballet Lesson"                                 | Mark Baker & Neville Astley | 5 de julho de 2004     | A anunciar                                                 |                      |
| Peppa Pig foi para a sua primeira aula de balé e lá, imaginou que é um lindo cisne.                                                                         |                  |                                                                  |                             |                        |                                                            |                      |
| 32 | 32               | "O Temporal" Thunderstorm"                                       | Mark Baker & Neville Astley | 6 de julho de 2004     | A anunciar                                                 |                      |
| 33 | 33               | "Limpando o Carro" "Cleaning the Car"                            | Neville Astley & Mark Baker | 7 de julho de 2004     | A anunciar                                                 |                      |
| 34 | 34               | "O Almoço" "Lunch"                                               | Mark Baker & Neville Astley | 8 de julho de 2004     | A anunciar                                                 |                      |
| Peppa e sua família vieram almoçar na casa da Vovó e do Vovô Pig.                                                                                           |                  |                                                                  |                             |                        |                                                            |                      |
| 35 | 35               | "Acampando" "Camping"                                            | Neville Astley & Mark Baker | 9 de julho de 2004     | A anunciar                                                 |                      |
| 36 | 36               | "A Princesa Sonolenta" "The Sleepy Princess"                     | Mark Baker & Neville Astley | 28 de outubro de 2004  | A anunciar                                                 |                      |
| 37 | 37               | "A Casa na Árvore" "The Tree House"                              | Mark Baker & Neville Astley | 29 de outubro de 2004  | A anunciar                                                 |                      |
| 38 | 38               | "A Festa à Fantasia" "Fancy Dress Party"                         | Neville Astley & Mark Baker | 31 de outubro de 2004  | A anunciar                                                 |                      |
| 39 | 39               | "O Museu" "The Museum"                                           | Neville Astley & Mark Baker | 1 de novembro de 2004  | A anunciar                                                 |                      |
| 40 | 40               | "Um Dia Muito Quente" "Very Hot Day"                             | Mark Baker & Neville Astley | 2 de novembro de 2004  | A anunciar                                                 |                      |
| É um dia muito quente, e Peppa e sua família vão nadar na piscina e tomar sorvete.                                                                          |                  |                                                                  |                             |                        |                                                            |                      |
| 41 | 41               | "O Teatro de Fantoche da Chloe" "Chloé's Puppet Show"            | Mark Baker & Neville Astley | 3 de novembro de 2004  | A anunciar                                                 |                      |
| 42 | 42               | "O Papai Entra em Forma" "Daddy Gets Fit"                        | Neville Astley & Mark Baker | 4 de novembro de 2004  | A anunciar                                                 |                      |
| 43 | 43               | "Arrumando o Quarto" "Tidying Up"                                | Neville Astley & Mark Baker | 5 de novembro de 2004  | A anunciar                                                 |                      |
| 44 | 44               | "O Playground" "The Playground"                                  | Neville Astley & Mark Baker | 7 de novembro de 2004  | A anunciar                                                 |                      |
| Peppa e sua família vão ao playground. |                  |                                                                  |                             |                        |                                                            |                      |
| 45 | 45               | "O Papai Pendura uma Foto" "Daddy Puts up a Picture"             | Neville Astley & Mark Baker | 8 de novembro de 2004  | A anunciar                                                 |                      |
| Papai Pig tenta pendurar uma foto na parede. |                  |                                                                  |                             |                        |                                                            |                      |
| 46 | 46               | "Na Praia" "At the Beach"                                        | Mark Baker & Neville Astley | 9 de novembro de 2004  | A anunciar                                                 |                      |
| Peppa e sua família vão a praia. |                  |                                                                  |                             |                        |                                                            |                      |
| 47 | 47               | "Dona Pernas Finas" "Mister Skinnylegs"                          | Alison Snowden              | 10 de novembro de 2004 | A anunciar                                                 |                      |
| Peppa encontra uma aranha no banheiro, e dá o nome de "Dona Pernas Finas".                                                                                  |                  |                                                                  |                             |                        |                                                            |                      |
| 48 | 48               | "O Barco do Vovô Pig" "Grandpa Pig's Boat"                       | Mark Baker & Neville Astley | 11 de novembro de 2004 | A anunciar                                                 |                      |
| 49 | 49               | "Fazendo Compras" "Shopping"                                     | Sarah Ann Kennedy           | 12 de novembro de 2004 | A anunciar                                                 |                      |
| 50 | 50               | "Minha Festa de Aniversário" "My Birthday Party"                 | Mark Baker & Neville Astley | 28 de novembro de 2004 | A anunciar                                                 |                      |
| É aniversário da Peppa, e todos os seus amigos estão convidados.                                                                                            |                  |                                                                  |                             |                        |                                                            |                      |
| 51 | 51               | "A Filmadora do Papai" "Daddy's Movie Camera"                    | Mark Baker & Neville Astley | 29 de novembro de 2004 | A anunciar                                                 |                      |
| 52 | 52               | "A Peça da Escola'" "School Play"                                | Mark Baker & Neville Astley | 30 de novembro de 2004 | A anunciar                                                 |                      |
| Peppa e seus amigos vão interpretar a peça de Chapeuzinho Vermelho.                                                                                         |                  |                                                                  |                             |                        |                                                            |                      |

### 2ª Temporada (2006-2007)
}}

| Episódio (série)                                                     | Episódio (temp.) | Título                                                              | Escrito por                 | Exibição original      | Exibição no Brasil |
| -------------------------------------------------------------------- | ---------------- | ------------------------------------------------------------------- | --------------------------- | ---------------------- | ------------------ |
| 53                                                                   | 1                | "Bolhas" "Bubbles"                                                  | Neville Astley e Mark Baker | 4 de setembro de 2006  | A anunciar         |
| 54                                                                   | 2                | "Emily Elefante" "Emily Elephant"                                   | Mark Baker e Neville Astley | 5 de setembro de 2006  | A anunciar         |
| 55                                                                   | 3                | "O Feriado da Polly" "Polly's Holiday"                              | Alison Snowden              | 6 de setembro de 2006  | A anunciar         |
| 56                                                                   | 4                | "O Passeio do Teddy" "Teddy's Day Out"                              | Mark Baker e Neville Astley | 7 de setembro de 2006  | A anunciar         |
| 57                                                                   | 5                | "Mistérios" "Mysteries"                                             | Mark Baker e Neville Astley | 8 de setembro de 2006  | A anunciar         |
| 58                                                                   | 6                | "O Amigo do George" "George's Friend"                               | Mark Baker e Neville Astley | 11 de setembro de 2006 | A anunciar         |
| 59                                                                   | 7                | "Sr. Espantalho" "Mr Scarecrow"                                     | Neville Astley e Mark Baker | 12 de setembro de 2006 | A anunciar         |
| 60                                                                   | 8                | "Um Dia de Ventania no Outono" "Windy Autumn Day"                   | Mark Baker e Neville Astley | 13 de setembro de 2006 | A anunciar         |
| 61                                                                   | 9                | "A Cápsula do Tempo" "The Time Capsule"                             | Neville Astley e Mark Baker | 14 de setembro de 2006 | A anunciar         |
| 62                                                                   | 10               | "Piscinas Naturais" "Rock Pools"                                    | Neville Astley e Mark Baker | 15 de setembro de 2006 | A anunciar         |
| 63                                                                   | 11               | "Reciclando" "Recycling"                                            | Neville Astley e Mark Baker | 18 de setembro de 2006 | A anunciar         |
| 64                                                                   | 12               | "O Lago dos Barquinhos" "The Boat Pond"                             | Mark Baker e Neville Astley | 19 de setembro de 2006 | A anunciar         |
| 65                                                                   | 13               | "Engarrafamento" "Traffic Jam"                                      | Mark Baker e Neville Astley | 20 de setembro de 2006 | A anunciar         |
| 66                                                                   | 14               | "Hora de Dormir" "Bedtime"                                          | Mark Baker e Neville Astley | 21 de setembro de 2006 | A anunciar         |
| 67                                                                   | 15               | "Dia Esportivo" "Sports Day"                                        | Neville Astley & Mark Baker | 25 de dezembro de 2006 | A anunciar         |
| 68                                                                   | 16               | "O Exame de Vista" "The Eye Test"                                   | Neville Astley e Mark Baker | 26 de dezembro de 2006 | A anunciar         |
| 69                                                                   | 17               | "O Posto do Vovô Cão" "Granddad Dog's Garage"                       | Mark Baker e Neville Astley | 27 de dezembro de 2006 | A anunciar         |
| 70                                                                   | 18               | "Dia de Neblina" "Foggy Day"                                        | Neville Astley e Mark Baker | 28 de dezembro de 2006 | A anunciar         |
| 71                                                                   | 19               | "O Bazar" "Jumble Sale"                                             | Neville Astley e Mark Baker | 29 de dezembro de 2006 | A anunciar         |
| 72                                                                   | 20               | "Nadando" "Swimming"                                                | Chris Parker                | 1 de janeiro de 2007   | A anunciar         |
| 73                                                                   | 21               | "Criaturas Pequenas" "Tiny Creatures"                               | Neville Astley e Mark Baker | 2 de janeiro de 2007   | A anunciar         |
| 74                                                                   | 22               | "O Escritório do Papai Pig" "Daddy Pig's Office"                    | Mark Baker e Neville Astley | 3 de janeiro de 2007   | A anunciar         |
| 75                                                                   | 23               | "A Ilha do Pirata" "Pirate Island"                                  | Mark Baker e Neville Astley | 4 de janeiro de 2007   | A anunciar         |
| 76                                                                   | 24               | "George e o Resfriado" "George Catches a Cold"                      | Mark Baker e Neville Astley | 5 de janeiro de 2007   | A anunciar         |
| 77                                                                   | 25               | "O Passeio de Balão" "The Balloon Ride"                             | Neville Astley e Mark Baker | 8 de janeiro de 2007   | A anunciar         |
| 78                                                                   | 26               | "O Aniversário do George" "George's Birthday"                       | Mark Baker e Neville Astley | 9 de janeiro de 2007   | A anunciar         |
| 79                                                                   | 27               | "A Grama Alta" "The Long Grass"                                     | Neville Astley e Mark Baker | 5 de março de 2007     | A anunciar         |
| 80                                                                   | 28               | "Zoe Zebra, a Filha do Carteiro" "Zoë Zebra the Postman's Daughter" | Mark Baker e Neville Astley | 6 de março de 2007     | A anunciar         |
| 81                                                                   | 29               | "Pintando" "Painting"                                               | Chris Parker                | 7 de março de 2007     | A anunciar         |
| 82                                                                   | 30               | "O Relógio Cuco" "Cuckoo Clock"                                     | Chris Parker                | 8 de março de 2007     | A anunciar         |
| 83                                                                   | 31               | "O Porquinho Bebê" "The Baby Piggy"                                 | Mark Baker e Neville Astley | 9 de março de 2007     | A anunciar         |
| 84                                                                   | 32               | "O Trenzinho do Vovô" "Grandpa's Little Train"                      | Mark Baker e Neville Astley | 12 de março de 2007    | A anunciar         |
| 85                                                                   | 33               | "Pedalando" "The Cycle Ride"                                        | Neville Astley e Mark Baker | 13 de março de 2007    | A anunciar         |
| 86                                                                   | 34               | "Patinação no Gelo" "Ice Skating"                                   | Neville Astley e Mark Baker | 14 de março de 2007    | A anunciar         |
| 87                                                                   | 35               | "O Dentista" "The Dentist"                                          | Chris Parker                | 15 de março de 2007    | A anunciar         |
| 88                                                                   | 36               | "Casas e Castelos" "Dens"                                           | Chris Parker                | 16 de março de 2007    | A anunciar         |
| 89                                                                   | 37               | "Amigo Faz de Conta" "Pretend Friend"                               | Chris Parker                | 19 de março de 2007    | A anunciar         |
| 90                                                                   | 38               | "Passeio no Ônibus Escolar" "School Bus Trip"                       | Mark Baker e Neville Astley | 20 de março de 2007    | A anunciar         |
| 91                                                                   | 39               | "A Casa da Rebecca" "Rebecca Rabbit"                                | Neville Astley e Mark Baker | 21 de março de 2007    | A anunciar         |
| Peppa e George visitam a casa da Rebecca, que é uma toca com túneis. |                  |                                                                     |                             |                        |                    |
| 92                                                                   | 40               | "A Trilha no Campo" "Nature Trail"                                  | Neville Astley e Mark Baker | 22 de março de 2007    | A anunciar         |
| 93                                                                   | 41               | "A Correspondente" "Pen Pal"                                        | Chris Parker                | 5 de junho de 2007     | A anunciar         |
| 94                                                                   | 42               | "O Sótão da Vovó e do Vovô" "Granny and Grandpa's Attic"            | Neville Astley e Mark Baker | 6 de junho de 2007     | A anunciar         |
| 95                                                                   | 43               | "A Briga" "The Quarrel"                                             | Mark Baker e Neville Astley | 7 de junho de 2007     | A anunciar         |
| 96                                                                   | 44               | "O Armário para Brinquedos" "The Toy Cupboard"                      | Neville Astley e Mark Baker | 8 de junho de 2007     | A anunciar         |
| 97                                                                   | 45               | "Acampamento Escolar" "School Camp"                                 | Chris Parker                | 11 de junho de 2007    | A anunciar         |
| 98                                                                   | 46               | "O Capitão Papai" "Captain Daddy Pig"                               | Mark Baker e Neville Astley | 12 de junho de 2007    | A anunciar         |
| 99                                                                   | 47               | "Queda de Energia" "The Powercut"                                   | Neville Astley e Mark Baker | 13 de junho de 2007    | A anunciar         |
| 100                                                                  | 48               | "Jogando Bola" "Bouncy Ball"                                        | Neville Astley e Mark Baker | 14 de junho de 2007    | A anunciar         |
| 101                                                                  | 49               | "Estrelas" "Stars"                                                  | Chris Parker                | 15 de junho de 2007    | A anunciar         |
| Peppa e sua família foram ver as estrelas no céu.                    |                  |                                                                     |                             |                        |                    |
| 102                                                                  | 50               | "O Aniversário do Papai Pig" "Daddy Pig's Birthday"                 | Neville Astley e Mark Baker | 18 de junho de 2007    | A anunciar         |
| 103                                                                  | 51               | "A Festa do Travesseiro" "Sleepover"                                | Chris Parker                | 19 de junho de 2007    | A anunciar         |
| 104                                                                  | 52               | "Um Dia Gelado" "Cold Winter Day"                                   | Mark Baker e Neville Astley | 20 de junho de 2007    | A anunciar         |

### Especial de Natal (2007)
(105) (53) O Natal da Peppa (Mark Baker e Nivelle Astley) (25 de dezembro de 2007)

### 3ª Temporada (2009-2010)
(106) (01) Trabalhar e Brincar (Neville Astley, Mark Baker e Phil Hall) (4 de Maio de 2009)
(107) (02) O Arco-Íris (Neville Astley, Mark Baker e Phil Hall) (5 de maio de 2009)
(108) (03) A Tosse de Pedro (Neville Astley, Mark Baker e Phil Hall) (6 de maio de 2009)
(109) (04) A Biblioteca (Neville Astley, Mark Baker e Phil Hall) (7 de maio de 2009)
(110) (05) A Van de Acampar (Neville Astley, Mark Baker e Phil Hall) (8 de maio de 2009)
(111) (06) O Acampamento de Férias (Neville Astley, Mark Baker e Phil Hall) (11 de maio de 2009)
(112) (07) O Adubo (Neville Astley, Mark Baker e Phil Hall) (12 de maio de 2009)
(113) (08) Richard Coelho vem para Brincar (Neville Astley, Mark Baker e Phil Hall) (13 de maio de 2009)
(114) (09) Corrida Divertida (Neville Astley, Mark Baker e Phil Hall) (14 de maio de 2009)
(115) (10) Lavando Roupa (Neville Astley, Mark Baker e Phil Hall) (15 de maio de 2009)
(116) (11) A Viagem de Barco da Polly (Neville Astley, Mark Baker e Phil Hall) (18 de maio de 2009)
(117) (12) A Burrinha Delphine (Neville Astley, Mark Baker e Phil Hall) (19 de maio de 2009)
(118) (13) O Carro de Bombeiro (Neville Astley, Mark Baker e Phil Hall) (20 de maio de 2009)
(119) (14) A Princesa Peppa (Neville Astley, Mark Baker e Phil Hall) (2 de novembro de 2009)
(120) (15) Teddy Escolinha (Neville Astley, Mark Baker e Phil Hall) (3 de novembro de 2009)
(121) (16) A Festa de Pirata do Danny (Neville Astley, Mark Baker e Phil Hall) (4 de novembro de 2009)
(122) (17) O Senhor Batata vem para a Cidade (Neville Astley, Mark Baker e Phil Hall) (5 de novembro de 2009)
(123) (18) O Passeio de Trem (Neville Astley, Mark Baker e Phil Hall) (6 de novembro de 2009)
(124) (19) As Galinhas da Vovó Pig (Neville Astley, Mark Baker e Phil Hall) (9 de novembro de 2009)
(125) (20) O Dia do Talento (Neville Astley, Mark Baker e Phil Hall) (10 de novembro de 2009)
(126) (21) Uma Viagem à Lua (Neville Astley, Mark Baker e Phil Hall) (11 de novembro de 2009)
(127) (22) O Vovô no Parquinho (Neville Astley, Mark Baker e Phil Hall) (12 de novembro de 2009)
(128) (23) A Peixinha Goldie (Neville Astley, Mark Baker e Phil Hall) (13 de novembro de 2009)
(129) (24) Parque de Diversões (Neville Astley, Mark Baker e Phil Hall) (14 de novembro de 2009)
(130) (25) Os Números (Neville Astley, Mark Baker e Phil Hall) (17 de novembro de 2009)
(131) (26) Escavação na Estrada (Neville Astley, Mark Baker e Phil Hall) (18 de novembro de 2009)
PARTE TEMPORADA 4
_______________________
(132) (27) Freddy Raposo (Neville Astley, Mark Baker e Phil Hall) (24 de setembro de 2010)
(133) (28) Assobiando (Neville Astley, Mark Baker e Phil Hall) (24 de setembro de 2010)
(134) (29) A Tartaruga da Doutora Hamster (Neville Astley, Mark Baker e Phil Hall) (27 de setembro de 2010)
(135) (30) Sol, Mar e Neve (Neville Astley, Mark Baker e Phil Hall) (27 de setembro de 2010)
(136) (31) O Computador do Vovô Pig (Neville Astley, Mark Baker e Phil Hall) (28 de setembro de 2010)
(137) (32) O Hospital (Neville Astley, Mark Baker e Phil Hall) (28 de setembro de 2010)
(138) (33) A Primavera (Neville Astley, Mark Baker e Phil Hall) (29 de setembro de 2010)
(139) (34) O Helicóptero da Dona Coelha (Neville Astley, Mark Baker e Phil Hall) (29 de setembro de 2010)
(140) (35) O Bebê Alexander (Neville Astley, Mark Baker e Phil Hall) (30 de setembro de 2010)
(141) (36) O Farol do Avô Coelho (Neville Astley Mark Baker e Phil Hall) (30 de setembro de 2010)
(142) (37) O Dia de Folga da Dona Coelha (Neville Astley, Mark Baker e Phil Hall (1 de outubro de 2010)
(143) (38) O Clube Secreto (Neville Astley, Mark Baker e Phil Hall) (19 de novembro de 2010)
(144) (39) O Estaleiro Naval do Avô Coelho (Neville Astley, Mark Baker e Phil Hall) (20 de novembro de 2010)
(145) (40) Agito, Chocalho e Batida (Neville Astley, Mark Baker e Phil Hall) (20 de novembro de 2010)
(146) (41) Papai Pig Campeão (Neville Astley, Mark Baker e Phil Hall) (21 de novembro de 2010)
(147) (42) A Tagarela (Neville Astley, Mark Baker e Phil Hall) (21 de novembro de 2010)
(148) (43) A Van do Senhor Raposo (Neville Astley, Mark Baker e Phil Hall) (22 de novembro de 2010)
(149) (44) Os Grandes Amigos da Chloe (Neville Astley, Mark Baker e Phil Hall) (22 de novembro de 2010)
(150) (45) Aula de Ginástica (Neville Astley, Mark Baker e Phil Hall) (23 de novembro de 2010)
(151) (46) O Arbusto de Amora (Neville Astley, Mark Baker e Phil Hall) (23 de novembro de 2010)
(152) (47) A Cerâmica (Neville Astley, Mark Baker e Phil Hall) (24 de novembro de 2010)
(153) (48) Aviões de Papel (Neville Astley, Mark Baker e Phil Hall) (24 de novembro de 2010)
(154) (49) O Aniversário de Edmond Elefante (Neville Astley, Mark Baker e Phil Hall) (25 de novembro de 2010)
(155) (50) A Maior Poça de Lama do Mundo (Neville Astley, Mark Baker e Phil Hall) (25 de novembro de 2010)
(156) (51) A Cabana do Papai Noel (Neville Astley, Mark Baker e Phil Hall) (17 de dezembro de 2010)
(157) (52) A Visita do Papai Noel (Neville Astley, Mark Baker e Phil Hall) (17 de dezembro de 2010)

### 4ª Temporada (2011-2012)
PARTE TEMPORADA 5
_______________________
(158) (01) A Cidade da Batata (Mark Baker e Nivelle Astley) (23 de maio de 2011)
(159) (02) A Casa Nova (Mark Baker e Nivelle Astley) (23 de maio de 2011)
(160) (03) Basquete (Mark Baker e Nivelle Astley) (24 de maio de 2011)
(161) (04) Cavalo Rodas Brilhantes (Mark Baker e Nivelle Astley) (24 de maio de 2011)
(162) (05) A Tartaruga Levada (Mark Baker e Nivelle Astley) (25 de maio de 2011)
(163) (06) A Loja do Senhor Raposo (Mark Baker e Nivelle Astley) (25 de maio de 2011)
(164) (07) As Sombras (Mark Baker e Nivelle Astley) (26 de maio de 2011)
(165) (08) O Dia Internacional (Mark Baker e Nivelle Astley) (26 de maio de 2011)
(166) (09) O Jogo do Dia Chuvoso (Mark Baker e Nivelle Astley) (27 de maio de 2011)
(167) (10) O Barrigão da Senhora Coelho (Mark Baker e Nivelle Astley) (27 de maio de 2011)
(168) (11) Pedro, o Vaqueiro (Mark Baker e Nivelle Astley) (30 de maio de 2011)
(169) (12) O Jardim da Peppa e do George (Mark Baker e Nivelle Astley) (30 de maio de 2011)
(170) (13) A Veterinária Voadora (Mark Baker, Nivelle Astley e Phil Hall) (31 de maio de 2011)
(171) (14) Kylie Canguru (Mark Baker e Nivelle Astley) (9 de novembro de 2011)
(172) (15) Capitão Papai Cão! (Mark Baker e Nivelle Astley) (16 de dezembro de 2011)
(173) (16) O Parque de Dinossauro do Avô Coelho (Mark Baker e Nivelle Astley) (16 de dezembro de 2011)
(174) (17) História para Dormir (Mark Baker e Nivelle Astley) (19 de dezembro de 2011)
(175) (18) Chaves Perdidas (Mark Baker e Nivelle Astley) (19 de dezembro de 2011)
(176) (19) O Novo Dinossauro do George (Mark Baker e Nivelle Astley) (20 de dezembro de 2011)
(177) (20) O Trem do Vovô Pig para o Resgate (Mark Baker e Nivelle Astley) (20 de dezembro de 2011)
(178) (21) Competição de Animais de Estimação (Mark Baker e Nivelle Astley) (21 de dezembro de 2011)
(179) (22) Teia de Aranha (Mark Baker e Nivelle Astley) (21 de dezembro de 2011)
(180) (23) A Noite Barulhenta (Mark Baker e Nivelle Astley) (22 de dezembro de 2011)
(181) (24) O Poço dos Desejos (Mark Baker e Nivelle Astley) (22 de dezembro de 2011)
(182) (25) O Show de Natal do Senhor Batata (Mark Baker e Nivelle Astley) (23 de dezembro de 2011)
(183) (26) A Festa de Despedida da Madame Gazela (Mark Baker e Nivelle Astley) (23 de dezembro de 2011)
PARTE TEMPORADA 6
______________________
(184) (27) A Rainha (Mark Baker e Nivelle Astley) (4 de junho de 2012)
(185) (28) A Ilha Deserta (Mark Baker e Nivelle Astley) (5 de junho de 2012)
(186) (29) O Perfume (Mark Baker e Nivelle Astley) (6 de junho de 2012)
(187) (30) A Feira das Crianças (Mark Baker e Nivelle Astley) (7 de junho de 2012)
(188) (31) O Aquário (Mark Baker e Nivelle Astley) (8 de junho de 2012)
(189) (32) O Carro de Corrida do George (Mark Baker e Nivelle Astley) (11 de junho de 2012)
(190) (33) O Barquinho (Mark Baker e Nivelle Astley) (12 de junho de 2012)
(191) (34) A Caixa de Areia (Mark Baker e Nivelle Astley) (13 de junho de 2012)
(192) (35) Animais Noturnos (Mark Baker e Nivelle Astley (14 de junho de 2012)
(193) (36) Voando de Férias (Mark Baker e Nivelle Astley) (15 de junho de 2012)
(194) (37) A Casa de Férias (Mark Baker e Nivelle Astley) (18 de junho de 2012)
(195) (38) Férias ao Sol (Mark Baker e Nivelle Astley) (19 de junho de 2012)
(196) (39) O Fim das Férias (Mark Baker e Nivelle Astley) (20 de junho de 2012)
(197) (40) Espelhos (Mark Baker e Nivelle Astley) (12 de dezembro de 2012)
(198) (41) Pedro Está Atrasado (Mark Baker e Nivelle Astley) (13 de dezembro de 2012)
(199) (42) Jogos de Jardim (Mark Baker e Nivelle Astley) (14 de dezembro de 2012)
(200) (43) Passeando de Barco (Mark Baker e Nivelle Astley) (17 de dezembro de 2012)
(201) (44) O Senhor Touro na Loja de Porcelana (Mark Baker e Nivelle Astley) (18 de dezembro de 2012) 
(202) (45) Fruta (Mark Baker e Nivelle Astley) (19 de dezembro de 2012)
(203) (46) O Balão do George (Mark Baker e Nivelle Astley) (20 de dezembro de 2012)
(204) (47) O Circo da Peppa (Sam Morrison) (21 de dezembro de 2012)
(205) (48) O Lago dos Peixes (Mark Baker e Nivelle Astley) (24 de dezembro de 2012)
(206) (49) A Montanha Nevada (Mark Baker e Nivelle Astley) (25 de dezembro de 2012)
(207) (50) Avô Coelho no Espaço (Mark Baker e Nivelle Astley) (26 de dezembro de 2012)
(208) (51) Os Dias Antigos (Mark Baker e Nivelle Astley) (27 de dezembro de 2012)
(209) (52) O Tesouro Pirata (Mark Baker e Nicelle Astley) (28 de dezembro de 2012)

### Especiais (2015-2016)
(210) (01) As Botas de Ouro (Neville Astley e Mark Baker) (14 de fevereiro de 2015)
(211) (02) A Festa da Abóbora (Neville Astley e Mark Baker) (26 de outubro de 2015)
(212) (03) Peppa ao Redor do Mundo (Neville Astley e Mark Baker) (06 de março de 2016)

### 5ª Temporada (2016-2018)
(213) (01) Brincando de Faz de Conta (Neville Astley e Mark Baker) (24 de outubro de 2016)
(214) (02) O Castelo (Neville Astley e Mark Baker) (25 de outubro de 2016)
(215) (03) O Táxi da Dona Coelha (Nivelle Astley e Mark Baker) (26 de outubro de 2016)
(216) (04) Patinetes (Nivelle Astley e Mark Baker) (27 de outubro de 2016)
(217) (05) O Concurso de Abóboras (Nivelle Astley e Mark Baker) (28 de outubro de 2016)
(218) (06) Gerald Girafa (Nivelle Astley e Mark Baker) (31 de outubro de 2016)
(219) (07) O Salto de Paraquedas (Nivelle Astley e Mark Baker) (26 de março de 2017)
(220) (08) Coelho da Páscoa (Nivelle Astley e Mark Baker) (15 de abril de 2017)
(221) (09) Ciências Simples (Nivelle Astley e Mark Baker) (24 de julho de 2017)
(222) (10) Projeto Escolar (Nivelle Astley e Mark Baker) (25 de julho de 2017)
(223) (11) O Livro da Mamãe Pig (Nivelle Astley e Mark Baker) (26 de julho de 2017)
(224) (12) A Estufa do Vovô Pig (Nivelle Astley e Mark Baker (27 de julho de 2017) 
(225) (13) Molly Toupeira (Nivelle Astley e Mark Baker) (28 de julho de 2017)
(226) (14) Música em Movimento (Nivelle Astley e Mark Baker) (31 de julho de 2017)
(227) (15) Londres (Nivelle Astley e Mark Baler) (1 de agosto de 2017)
(228) (16) A Polícia (Nivelle Astley e Mark Baker) (2 de agosto de 2017)
(229) (17) O Zoológico (Nivelle Astley e Mark Baker) (3 de agosto de 2017)
(230) (18) O Passeio de Barco (Nivelle Astley e Mark Baker) (4 de agosto de 2017)
(231) (19) O Interior (Nivelle Astley e Mark Baker) (7 de agosto de 2017)
(232) (20) Surfando (Nivelle Astley e Mark Baker) (8 de agosto de 2017)
(233) (21) A Grande Barreira de Recife (Nivelle Astley e Mark Baker) (9 de agosto de 2017)
(234) (22) Bumerangue (Nivelle Astley e Mark Baker) (10 de agosto de 2017)
(235) (23) Cantigas de Roda (Nivelle Astley e Mark Baker) (4 de setembro de 2017) 
(236) (24) Máscaras (Nivelle Astley e Mark Baker) (5 de setembro de 2017)
(237) (25) Mundo das Escavadeiras (Nivelle Astley e Mark Baker) (6 de setembro de 2017)
(238) (26) O Hospital de Bonecas (Nivelle Astley e Mark Baker) (7 de setembro de 2017)
(239) (27) O Aniversário de Wendy Lobo (Nivelle Astley e Mark Baker) (8 de setembro de 2017)
(240) (28) O Gorro do George (Nivelle Astley e Mark Baker) (11 de setembro de 2017)
(241) (29) O Barco do Vovô (Nivelle Astley e Mark Baker) (12 de setembro de 2017)
(242) (30) Centro de Lazer (Nivelle Astley e Mark Baker) (13 de setembro de 2017)
(243) (31) A Feira (Nivelle Astley e Mark Baker) (14 de setembro de 2017)
(244) (32) Papai Noel (Nivelle Astley e Mark Baker) (7 de dezembro de 2017)
(245) (33) Peppa Vai a Paris (Nivelle Astley e Mark Baker) (7 de maio de 2018)
(246) (34) O Lago do Vovô Pig (Nivelle Astley e Mark Baker) (4 de maio de 2018)
(247) (35) Era Uma Vez (Nivelle Astley e Mark Baker) (8 de maio de 2018)
(248) (36) A Delegacia de Polícia (Neville Astley e Mark Baker) (1 de maio de 2018)
(249) (37) Quando eu Crescer (Nivelle Astley e Mark Baker) (30 de abril de 2018)
(250) (38) A Ambulância (Nivelle Astley e Mark Baker) (2 de maio de 2018)
(251) (39) Médicos (Nivelle Astley e Mark Baker) (3 de maio de 2018)
(252) (40) Superbatata (Nivelle Astley e Mark Baker) (26 de maio de 2018)
(253) (41) O Aerobarco do Avô Coelho (Nivelle Astley e Mark Baker) (10 de maio de 2018)
(254) (42) A Estrela da Escolinha (Nivelle Astley e Mark Baker) (11 de maio de 2018)
(255) (43) O Desfile (Nivelle Astley e Mark Baker) (10 de setembro de 2018)
(256) (44) A Nova Estrada do Senhor Touro (Nivelle Astley e Mark Baker) (11 de setembro de 2018)
(257) (45) A Caverna (Nivelle Astley e Mark Baker) (12 de setembro de 2018)
(258) (46) O Avião de Brinquedo do Vovô (Nivelle Astley e Mark Baker) (13 de setembro de 2018)
(259) (47) A Roupa Nova do George (Nivelle Astley e Mark Baker) (14 de setembro de 2018)
(260) (48) A Casa da Madame Gazela (Nivelle Astley e Mark Baker) (17 de setembro de 2018)
(261) (49) A Longa Viagem de Trem (Nivelle Astley e Mark Baker) (18 de setembro de 2018)
(262) (50) Suzy Vai Embora (Nivelle Astley e Mark Baker) (19 de setembro de 2018)
(263) (51) O Minimundo (Nivelle Astley e Mark Baker) (20 de setembro de 2018)
(264) (52) Os Selos (Nivelle Astley e Mark Baker) (21 de setembro de 2018)

### 6ª Temporada (2019-2020)
(265) (01) As Pandas Gêmeas (Mark Baker e Nivelle Astley) (5 de fevereiro de 2019)
(266) (02) O Ano Novo Chinês (Mark Baker e Nivelle Astley) (5 de fevereiro de 2019)
(267) (03) A Ratinha Mandy (Mark Baker e Nivelle Astley) (26 de março de 2019)
(268) (04) Flautas (Mark Baker e Nivelle Astley) (27 de março de 2019)
(269) (05) A Aula de Relaxamento da Dona Coelha (Mark Baker e Nivelle Astley) (28 de março de 2019)
(270) (06) Multa de Estacionamento (Mark Baker e Nivelle Astley) (29 de março de 2019)
(271) (07) Muitas Poças de Lama (Mark Baker e Nivelle Astley) (25 de março de 2019)
(272) (08) Dia dos Pais (Mark Baker e Nivelle Astley) (16 de junho de 2019)
(273) (09) Música Divertida (Mark Baker e Nivelle Astley) (1 de abril de 2019)
(274) (10) Botões de Ouro, Margaridas e Dentes de Leão (Mark Baker e Nivelle Astley) (2 de abril de 2019)
(275) (11) O Circuito de Bolinhas (Mark Baker e Nivelle Astley) (3 de abril de 2019)
(276) (12) O Detector de Metais do Vovô Pig (Mark Baker e Nivelle Astley) (4 de abril de 2019)
(277) (13) Dia Mundial do Livro (Mark Baker e Nivelle Astley) (7 de março de 2019)
(278) (14) Festival Infantil (Mark Baker e Nivelle Astley) (29 de julho de 2019)
(279) (15) Festival de Lama (Mark Baker e Nivelle Astley) (30 de julho de 2019)
(280) (16) Morangos (Mark Baker e Nivelle Astley) (30 de setembro de 2019)
(281) (17) O Aniversário do Vovô Pig (Mark Baker e Nivelle Astley) (1 de outubro de 2019)
(282) (18) A Fazendinha (Mark Baker e Nivelle Astley) (2 de outubro de 2019)
(283) (19) Pizza! Pizza! (Mark Baker e Nivelle Astley) (3 de outubro de 2019)
(284) (20) Terra da TV (Mark Baker e Nivelle Astley) (18 de outubro de 2019)
(285) (21) Dia de Romano (Mark Baker e Nivelle Astley) (7 de outubro de 2019)
(286) (22) Observando Aves (Mark Baker e Nivelle Astley) (8 de outubro de 2019)
(287) (23) O Filme do Superbatata (Mark Baker e Nivelle Astley) (9 de outubro de 2019)
(288) (24) Taco e Bola (Mark Baker e Nivelle Astley) (10 de outubro de 2019)
(289) (25) Tesouro Enterrado (Mark Baker e Nivelle Astley) (11 de outubro de 2019)
(290) (26) Natal no Hospital (Mark Baker e Nivelle Astley) (13 de dezembro de 2019)
(291) (27) Dia de São Valentim (Mark Baker e Nivelle Astley) (8 de fevereiro de 2020)
(292) (28) O Dia Perfeito (Mark Baker e Nivelle Astley) (17 de fevereiro de 2020)
(293) (29) Clube do Café da Manhã (Mark Baker e Nivelle Astley) (18 de fevereiro de 2020)
(294) (30) Jardins Botânicos (Mark Baker e Nivelle Astley) (19 de fevereiro de 2020)
(295) (31) O Quiz Sobre Frutas e Vegetais do Senhor Batata (Mark Baker e Nivelle Astley) (20 de fevereiro de 2020)
(296) (32) Dia de Vikings (Mark Baker e Nivelle Astley) (21 de fevereiro de 2020)
(297) (33) Criando Instrumentos Musicais (Mark Baker e Nivelle Astley) (24 de fevereiro de 2020)
(298) (34) No Futuro (Mark Baker e Nivelle Astley) (25 de fevereiro de 2020)
(299) (35) O Grande Presente da Doutora Hamster (Mark Baker e Nivelle Astley) (26 de fevereiro de 2020)
(300) (36) Borboletas (Mark Baker e Nivelle Astley) (27 de fevereiro de 2020)
(301) (37) A Mochila Voadora do Avô Coelho (Mark Baker e Nivelle Astley) (28 de fevereiro de 2020)
(302) (38) Detetive Batata (Mark Baker e Nivelle Astley) (2 de março de 2020)
(303) (39) O Carro Elétrico (Mark Baker e Nivelle Astley) (3 de março de 2020)
(304) (40) Vovó da Idade da Pedra (Mark Baker e Nivelle Astley) (21 de setembro de 2020)
(305) (41) Aventura Espacial (Mark Baker e Nivelle Astley) (22 de setembro de 2020)
(306) (42) Treinando no corpo de bombeiros (Mark Baker e Nivelle Astley) (23 de setembro de 2020)
(307) (43) Professor Senhor Touro (Mark Baker e Nivelle Astley) (24 de setembro de 2020)
(308) (44) Procurando Coisas (Mark Baker e Nivelle Astley) (25 de setembro de 2020)
(309) (45) Poemas (Mark Baker e Nivelle Astley) (28 de setembro de 2020)
(310) (46) Por Favor e Obrigado (Mark Baker e Nivelle Astley) (29 de setembro de 2020)
(311) (47) Sorvete (Mark Baker e Nivelle Astley) (30 de setembro de 2020)
(312) (48) O Museu de Ciência (Mark Baker e Nivelle Astley) (1 de outubro de 2020)
(313) (49) Jukebox (Mark Baker e Nivelle Astley) (2 de outubro de 2020)
(314) (50) Moinhos de vento (Mark Baker e Nivelle Astley) (5 de outubro de 2020)
(315) (51) O Aniversário de Mandy Mouse (Mark Baker e Nivelle Astley) (6 de outubro de 2020)
(316) (52) O Castelo de Areia (Mark Baker e Nivelle Astley) (7 de outubro de 2020)

### 7ª Temporada (2021-2023)
| 317 | 01 | "América" "America"                           | Neville Astley e Mark Baker | 08 de março de 2021 | A anunciar |
| 318 | 02 | "A Lanchonete" "The Diner"                    | Chris Parker                | 09 de março de 2021 | A anunciar |
| 319 | 03 | "Visita ao Canyon" "Canyon Visit"             | Mark Baker e Neville Astley | 10 de março de 2021 | A anunciar |
| 320 | 04 | "Hollywood"                                   | Mark Baker e Neville Astley | 11 de Março de 2021 | A anunciar |
| 321 | 05 | "Andando de moto" "Motorbiking!''             | Mark Baker e Neville Astley | 12 de março de 2021 | A anunciar |
| 322 | 06 | "Tesouro do mar" "Sea Treasure"               | Mark Baker e Neville Astley | 15 de março de 2021 | A anunciar |
| 323 | 07 | "O macaco está tossindo" "Monkey has a Cough" | Chris parke                 | 16 de março de 2021 | A anunciar |
| 324 | 08 | "O carro da policia" "Police Car"             | Chris Parke                 | 17 de março de 2021 | A anunciar |
| 325 | 09 | "Pulinho Saltinho e Pulão" "Hop, Skip, Jump"  | Chris Parke                 | 18 de março de 2021 | A anunciar |
| 326 | 10 | "Resgatando a dona coelha"                    | Chris parke                 | 19 de março de 2021 | A anunciar |
| 327 | 11 | "Diário da Peppa"                             | Chris Parke                 | 22 de março de 2021 | A anunciar |
| 328 | 12 | "Jogando golfe"                               | Chris Parke                 | 23 de março de 2021 | A anunciar |

(329) (13) Safari de Insetos (Creepy Crawly Safari) (Mark Baker e Nivelle Astley) (24 de março de 2021)
(330) (14) Bambolês (Hoops) (Mark Baker e Nivelle Astley) (6 de setembro de 2021) 
(331) (15) O Parque (The Park) (Mark Baker e Nivelle Astley) (7 de setembro de 2021)
(332) (16) O Barco Salva-Vidas (The Life Boat) (Mark Baker e Nivelle Astley) (8 de setembro de 2021)
(333) (17) O Cesto da Sorte (Lucky Hamper) (Mark Baker e Nivelle Astley) (9 de setembro de 2021)
(334) (18) Gelatina (Jelly) (Mark Baker e Nivelle Astley) (10 de setembro de 2021)
(335) (19) Usando o Troninho (Potty Training) (Mark Baker e Nivelle Astley) (13 de setembro de 2021)
(336) (20) Pula-pulas (Trampolines) (Mark Baker e Nivelle Astley) (14 de setembro de 2021)
(337) (21) A Consulta (Health Check) (Mark Baker e Nivelle Astley) (15 de setembro de 2021)
(338) (22) Andando de Skate (Skateboarding) (Mark Baker e Nivelle Astley) (16 de setembro de 2021)
(339) (23) Escalando Montanhas (Mountain Climbing) (Mark Baker e Nivelle Astley) (17 de setembro de 2021)
(340) (24) O barco de polícia (Police Boat) (Mark Baker e Nivelle Astley) (20 de setembro de 2021)
(341) (25) O Trator (The Tractor) (Mark Baker e Nivelle Astley) (21 de setembro de 2021)
(342) (26) Natal com Kylie Canguru (Christmas with Kylie Kangaroo) (Mark Baker e Nivelle Astley) (13 de dezembro de 2021)
(343) (27) Jogos de Inverno (Winter Games) (Mark Baker e Nivelle Astley) (7 de fevereiro de 2022)
(344) (28) A Festa do Fundo do Mar (Undersea Party) (Mark Baker e Nivelle Astley) (28 de março de 2022)
(345) (29) A Casinha (The Clubhouse) (Mark Baker e Nivelle Astley) (29 de março de 2022)
(346) (30) Clube de Detetives (Detective Club) (Mark Baker e Nivelle Astley) (30 de março de 2022)
(347) (31) A Lojinha (Clubhouse Shop) (Mark Baker e Nivelle Astley) (31 de março de 2022)
(348) (32) A Aventura na Casinha (Clubhouse Adventure) (Mark Baker e Nivelle Astley) (1 de abril de 2022)
(349) (33) Falando (Talking) (Mark Baker e Nivelle Astley) (4 de abril de 2022)
(350) (34) O Clube da Floresta (Woodland Club) (Mark Baker e Nivelle Astley) (5 de abril de 2022)
(351) (35) O Quarto de Pirata do Danny (Danny's Pirate Bedroom) (Mark Baker e Nivelle Astley) (6 de abril de 2022)
(352) (36) A Estação Meteorológica (Weather Station) (Mark Baker e Nivelle Astley) (7 de abril de 2022)
(353) (37) Discoteca de Patins (Roller Disco) (Mark Baker e Nivelle Astley) (8 de abril de 2022)
(354) (38) Porquinhos-da-Índia (Guinea Pigs) (Mark Baker e Nivelle Astley) (11 de abril de 2022)
(355) (39) O Jardim de Pedras do Vovô Pig (Grandpa's Rock Garden) (Mark Baker e Nivelle Astley) (12 de abril de 2022)
(356) (40) A Loja de Caridade (Charity Shop) (Mark Baker e Nivelle Astley) (5 de setembro de 2022)
(357) (41) Famílias (Famillies) (Mark Baker e Nivelle Astley) (6 de setembro de 2022)
(358) (42) A Coruja (The Owl) (Mark Baker e Nivelle Astley) (7 de setembro de 2022)
(359) (43) A Macieira (The Apple Tree) (Mark Baker e Nivelle Astley) (8 de setembro de 2022)
(360) (44) A Grande Colina (The Big Hill) (Mark Baker e Nivelle Astley) (9 de setembro de 2022)
(361) (45) Hippies (Mark Baker e Nivelle Astley) (12 de setembro de 2022)
(362) (46) O Hotel de Insetos (Bug Hotel) (Mark Baker e Nivelle Astley) (13 de setembro de 2022)
(363) (47) O Pano Encantado (Parachute Games) (Mark Baker e Neville Astley) (14 de setembro de 2022)
(364) (48) Discos Voadores (Flying Discs) (Mark Baker e Nivelle Astley) (21 de setembro de 2022)
(365) (49) Exercício Infantil! (Kiddie Workout!) (Mark Baker e Nivelle Astley) (16 de setembro de 2022)
(366) (50) Mini Carros (Little Cars) (Mark Baker e Nivelle Astley) (19 de setembro de 2022)
(367) (51) Selva dos Macacos (Monkey Trees) (Mark Baker e Nivelle Astley) (20 de setembro de 2022)
(368) (52) O Presente de Natal do Vovô Pig (Grandpa Pig's Christmas Present) (Mark Baker e Nivelle Astley) (13 de dezembro de 2022)
(369) (53) O Passeio de Canoa (Canoe Trip) (Nivelle Astley e Mark Baker) (6 de fevereiro de 2023)
(370) (54) O Feriado (The Holiday) (Nivelle Astley e Mark Baker) (7 de fevereiro de 2023)
(371) (55) O Parque Aquático (The Water Park) (Mark Baker e Nivelle Astley) (8 de fevereiro de 2023)
(372) (56) A Festa dos Dinossauros (Dinossaur Party) (Mark Baker e Nivelle Astley) (9 de fevereiro de 2023)
(373) (57) A Festa dos Super-Heróis (Superhero Party) (Mark Baker e Nivelle Astley) (10 de fevereiro de 2023)
(374) (58) Um Dia com a Doutora Hamster (A Day with Doctor Hamster) (Mark Baker e Nivelle Astley) (13 de fevereiro de 2023)
(375) (59) A Horta da Escolinha (Playgroup Garden) (Mark Baker e Nivelle Astley) (14 de fevereiro de 2023)
(376) (60) Boliche (Bowling) (Mark Baker e Nivelle Astley) (15 de fevereiro de 2023)
(377) (61) Aula de Natação (Swimming Lesson) (Mark Baker e Nivelle Astley) (16 de fevereiro de 2023)
(378) (62) A Viagem de Cruzeiro (Cruise Ship Holiday) (Mark Baker e Nivelle Astley) (20 de fevereiro de 2023)
(379) (63) Férias no Mar (Holiday on the Sea) (Mark Baker e Nivelle Astley) (21 de fevereiro de 2023)
(380) (64) O Passeio à Ilha Tropical (Tropical Day Trip) (Mark Baker e Nivelle Astley) (22 de fevereiro de 2023)
(381) (65) Navegando para Casa (Sailing Home) (Mark Baker e Nivelle Astley) (23 de fevereiro de 2023)

### 8ª Temporada (2023-2024)
(382) (01) O Robô do Vovô (Mark Baker e Nivelle Astley) (4 de setembro de 2023)
(383) (02) Brincandeiras com Papel (Mark Baker e Nivelle Astley) (4 de setembro de 2023)
(384) (03) Nuvens (Mark Baker e Nivelle Astley) (5 de setembro de 2023)
(385) (04) O Senhor Touro Escava o Rio (Mark Baker e Nivelle Astley) (5 de setembro de 2023)
(386) (05) A Mudança da Vovó Ovelha (Mark Baker, Nivelle Astley e Phil Hall) (6 de setembro de 2023)
(387) (06) Caixas de Papelão (Mark Baker, Nivelle Astley e Phil Hall) (6 de setembro de 2023)
(388) (07) Delivery do Clubinho (Mark Baker, Nivelle Astley e Phil Hall) (6 de setembro de 2023)
(389) (08) Walkie-talkies (Mark Baker, Nivelle Astley e Phil Hall) (6 de setembro de 2023)
(390) (09) O Escritório da Peppa (Mark Baker, Nivelle Astley e Phil Hall) (7 de setembro de 2023)
(391) (10) O Andorinhão Pequeno (Mark Baker, Nivelle Astley e Phil Hall) (7 de setembro de 2023)
(392) (11) O Que os Bebês Fazem? (Mark Baker, Nivelle Astley e Phil Hall) (7 de setembro de 2023)
(393) (12) Lentes (Mark Baker, Nivelle Astley e Phil Hall) (7 de setembro de 2023)
(394) (13) Iglu (Mark Baker, Nivelle Astley e Phil Hall) (7 de setembro de 2023)
(395) (14) O Senhor Touro vai se Casar (Mark Baker, Nivelle Astley e Phil Hall) (8 de fevereiro de 2024)
(396) (15) Preparando o Casamento (Mark Baker, Nivelle Astley e Phil Hall) (8 de fevereiro de 2024)
(397) (16) O Dia do Casamento! (Mark Baker, Nivelle Astley e Phil Hall) (8 de fevereiro de 2024)
(398) (17) O Ônibus de Festa (Mark Baker, Nivelle Astley e Phil Hall) (8 de fevereiro de 2024)
(399) (18) Noite de Filme (Mark Baker, Nivelle Astley e Phil Hall) (8 de fevereiro de 2024)
(400) (19) Dia da Arte em Casa (Mark Baker, Nivelle Astley e Phil Hall) (8 de fevereiro de 2024)
(401) (20) Bosque de Flores Silvestres (Mark Baker, Nivelle Astley e Phil Hall) (8 de fevereiro de 2024)
(402) (21) Jogos com Raquete (Mark Baker, Nivelle Astley e Phil Hall) (8 de fevereiro de 2024)
(403) (22) Brincadeiras em Dias de Sol (Mark Baker e Nivelle Astley) (8 de fevereiro de 2024)
(404) (23) Truque Mágico (Mark Baker, Nivelle Astley e Phil Hall) (8 de fevereiro de 2024)
(405) (24) Pula-Pula (Mark Baker e Nivelle Astley) (8 de fevereiro de 2024)
(406) (25) Trailer de Aventuras (Mark Baker, Nivelle Astley e Phil Hall) (11 de abril de 2024)
(407) (26) Amigos de Trailer (Mark Baker, Nivelle Astley e Phil Hall) (11 de abril de 2024)
(408) (27) A Festa de Aniversário da Chloe (Mark Baker, Nivelle Astley e Phil Hall) (30 de setembro de 2024)
(409) (28) Ônibus de Festa Quebrado (Mark Baker, Nivelle Astley e Phil Hall) (30 de setembro de 2024)
(410) (29) Clubinho Assustador (Mark Baker, Nivelle Astley e Phil Hall) (1 de outubro de 2024)
(411) (30) Morando em Cima das Lojas (Mark Baker, Nivelle Astley e Phil Hall) (2 de outubro de 2024)
(412) (31) O Jardim no Terraço (Mark Baker, Nivelle Astley e Phil Hall) (3 de outubro de 2024)
(413) (32) Dia de Mudança (Mark Baker, Nivelle Astley e Phil Hall) (4 de outubro de 2024)
(414) (33) Festa do Pijama para Todos (Mark Baker, Nivelle Astley e Phil Hall (7 de outubro de 2024)
(415) (34) O Ônibus de Caminhada (Mark Baker, Nivelle Astley e Phil Hall) (8 de outubro de 2024)
(416) (35)  Felizes Para Sempre (Mark Baker, Nivelle Astley e Phil Hall) (9 de outubro de 2024)
(417) (36) Aula de Canto (Mark Baker, Nivelle Astley e Phil Hall) (10 de outubro de 2024)
(418) (37) A Competição de Canto (Mark Baker, Nivelle Astley e Phil Hall) (13 de outubro de 2024)
(419) (38) Dia de Ação de Graças (Mark Baker, Nivelle Astley e Phil Hall) (14 de outubro de 2024)
(420) (39) Cartões de Natal (Mark Baker, Nivelle Astley e Phil Hall) (15 de outubro de 2024)

## Lançamentos em DVD
Exceto conforme indicado abaixo, todos os episódios em um DVD primário são "novos no DVD" quando o DVD foi lançado.
a) 10 episódios "regulares", mais o episódio especial "Peppa's Christmas" (que foi um episódio "novo para DVD" no Volume 7, mas não no Volume 9).
b) Sem número de volume formalmente atribuído, mas tratado como um DVD "primário", pois contém o primeiro lançamento em DVD de um novo episódio de Peppa Pig ("A Rainha"), e os DVDs contendo episódios não lançados anteriormente que foram emitidos imediatamente antes e depois deste DVD foram dadas referências de volume de 16 e 18, respectivamente. Assim como o episódio da "Rainha", o DVD tem 9 outros episódios de Peppa Pig, que foram todos lançados nos DVDs primários Peppa Pig anteriores, e dois episódios de "Ben e Holly's Little Kingdom", que também já foram lançados anteriormente. DVDs.
c) 10 episódios - 9 episódios "regulares" mais o episódio especial "Peppa's Christmas". Apenas um dos episódios é novo no DVD ("Snowy Mountain"), todos os outros episódios do DVD, incluindo o especial, foram todos lançados nos DVDs primários Peppa Pig anteriores.
d) De acordo com a Amazon UK e a Amazon Canada, há quatro episódios no DVD - o episódio especial "The Golden Boots", mais 3 episódios "regulares". Todos os episódios são novos no DVD.[carece de fontes?]